# Julian Barratt
Julian Barratt (Julian Pettifer de son véritable nom) est un humoriste, scénariste, comédien et musicien britannique, né le 4 mai 1968 à Leeds, dans le comté du Yorshire de l'Ouest. Il a principalement été rendu célèbre avec son rôle d'Howard Moon dans The Mighty Boosh, série humoristique dont il partage la paternité et la performance avec Noel Fielding.

## Filmographie

### Acteur
- 1996 : Asylum, saison 1 : Victor Munro 6 épisodes)
- 1998 : Unnatural Acts, saison 1 : Alan le gardien de zoo et d'autres personnages (6 épisodes)
- 1999 : Sweet (court-métrage) : Stitch
- 2001 : Lucy Break : Paul Dean
- 2002 : Surrealismo: The Scandalous Success of Salvador Dali : Rosey
- 2003-2007 : The Mighty Boosh : Howard Moon et d'autres personnages (21 épisodes)
- 2004 : AD/BC: A Rock Opera : Tony Iscariot
- 2005 : Boosh Music : Howard Moon et d'autres personnages
- 2005 : Nathan Barley : Dan Ashcroft (7 épisodes)
- 2006 : The Mighty Boosh Live : Howard Moon et d'autres personnages
- 2009 : The Mighty Boosh Live: Future Sailors Tour : Howard Moon et d'autres personnages
- 2013 : Being Human UK, saison 5 : Larry Prejudice (1 épisode)
- 2016 : Flowers : Maurice Flowers
- 2016 : Brakes : Elliot
- 2016 : Mindhorn : Mindhorn
- 2018 : Sally4Ever : Nigel
- 2020 : Truth Seekers : Dr Peter Toynbee
- 2021 : La Vie extraordinaire de Louis Wain (The Electrical Life of Louis Wain) de Will Sharpe
- 2024 : Knuckles : Jack Sinclair